# Arsenij Bujnickij
Arsenij Bujnickij, né le 14 mars 1985, est un footballeur lituanien. 

## Biographie

### En club
Formé au FK Vilnius , il évolue au poste d'avant-centre à l'ÍA Akranes dans le championnat d'Islande entre 2014 et 2016. 
Arsenij Bujnickij dispute quatre matches de Ligue des Champions (et inscrit un but) avec le club du FK Ekranas Panevėžys, ainsi que deux matches de Ligue Europa.

### En sélection nationale
Arsenij Bujnickij est convoqué en équipe de Lituanie en octobre 2011 pour disputer un match de qualification pour l'Euro 2012, mais n'entre pas en jeu.

## Palmarès
- Championnat de Lituanie
  - Vainqueur : 2012